# TNFRSF13B
TNFRSF13B, или TACI (англ. tumor necrosis factor receptor superfamily, member 13B "надсемейство рецепторов факторов некроза опухоли, член 13B") — мембранный белок, рецептор из надсемейства рецепторов факторов некроза опухоли, играет важную роль в регуляции иммунного ответа. Продукт гена человека TNFRSF13B.

## Функции
TNFRSF13B входит в многочисленное надсемейство рецепторов факторов некроза опухоли (TNFR). Является рецептором для факторов TNFSF13 и TNFSF13B. Опосредует кальцинейрин-зависимую активацию NF-AT, активирует факторы транскрипции NF-kB и AP-1. Участвует в стимуляции функций B- и T-лимфоцитов и в регуляции гуморального иммунного ответа. 

## Структура
Белок состоит из 293 аминокислот, молекулярная масса — 31,8 кДа. N-концевой внеклеточный домен содержит 2 повтора TNFR-Cys. Кроме этого, домен содержит один участок гликозилирования и до 3 внутримолекулярных дисульфидных связей.
Связывается с цитозольными адаптерными белками TRAF1, TRAF5, TRAF3 и CAMLG.

## Патология
Мутации гена приводят к низкому уровню иммуноглобулинов в крови больных и вызывают иммунодефицит. Такие больные нуждаются в особой защите от инфекций.